# Соколов, Владимир Иванович (генерал)
Владимир Иванович Соколов (2 ноября 1862 — 1919) — генерал-лейтенант Русской императорской армии, участник Белого движения.

## Биография
Владимир Соколов родился 2 ноября 1862 года. После обучения во 2-й Московской военной гимназии поступил 26 августа 1879 года юнкером в 3-е военное Александровское училище, которое окончил в 1881 году. 8 августа 1881 года произведён в прапорщики с назначением в 3-ю артиллерийскую бригаду. 
В 1891 году окончил по 1-му разряду Николаевскую академию Генерального штаба, 22 мая 1891 года произведён в штабс-капитаны. Причисленный к Генеральному штабу, направлен состоять при штабе Киевского военного округа. 26 ноября 1891 года назначен старшим адъютантом штаба 9-й пехотной дивизии. 13 апреля 1892 года переведён на ту же должность в штаб 2-й гренадерской дивизии. 28 марта 1893 года произведён в капитаны.
С 1 октября 1895 года по 19 октября 1896 года отбывал цензовое командование в 7-м гренадерском Самогитском полку — командовал 7-й ротой.
7 января 1897 года назначен штаб-офицером для поручений при управлении Туркестанской казачьей бригады. 13 апреля 1897 года произведён в подполковники. 20 сентября 1900 года назначен исправляющим должность начальника штаба 1-й Туркестанской казачьей дивизии. 1 апреля 1901 года произведён в полковники и 1 января 1902 года утверждён в должности начальника штаба. С 15 мая по 15 сентября 1901 года отбывал цензовое командование батальоном в 5-м Туркестанском стрелковом батальоне, а с 14 мая по 14 июля 1903 года находился в прикомандировании к артиллерийским частям (для ознакомления со строевой службой артиллерии).
22 ноября 1904 года получил в своё командование 39-й пехотный Томский полк. 9 марта 1909 года произведён в генерал-майоры и назначен начальником войскового штаба Уральского казачьего войска. Неоднократно назначался временно исправлять должность командующего войсками Уральской области и наказного атамана Уральского казачьего войска.
3 мая 1913 года назначен начальником штаба Гренадерского корпуса. С началом Первой мировой войны корпус вошёл в состав 4-й армии Юго-Западного фронта. 19 ноября 1914 года назначен начальником штаба XVII армейского корпуса (9-я армия). 27 марта 1915 года назначен командующим 14-й пехотной дивизией. 27 января 1916 года произведён в генерал-лейтенанты (со старшинством с 22 августа 1915 года), с утверждением в должности начальника дивизии.
Сражался на Юго-Западном фронте, причём дивизия считалась одной из наиболее стойких во всей Русской армии. Во время Луцкого прорыва, в бою 25 мая 1916 года под Луцком на правом берегу Стыри, между корчмой Крупы и фольварком Граничник, выбил противника из двух линий окопов, захватив 3216 нижних чинов, 133 офицера и 27 пулемётов. За этот бой был награждён орденом Святого Георгия 4-й степени.
С 30 июля 1917 года исправлял должность командира IV Сибирского армейского корпуса, 7 сентября 1917 года назначен командиром этого корпуса.
После Октябрьской революции призван на службу в РККА, служил во Всероглавштабе. Принял участие в создании антибольшевистского «Национального центра», начальник штаба и фактический руководитель его военной организации (т. н. штаб Добровольческой армии Московского района). Руководил координацией деятельности всех военных составляющих центра, ведал всеми финансовыми делами военной организации. В феврале 1919 года был арестован, но вскоре освобождён. Летом того же года организация был ликвидирована органами ВЧК, в августе 1919 года Соколов был вновь арестован. Расстрелян в Подольске.

## Награды
- Орден Святого Станислава 3-й степени (1888);
- Орден Святой Анны 3-й степени (1895);
- Орден Святого Станислава 2-й степени (1900);
- Орден Святой Анны 2-й степени (1904);
- Орден Святого Владимира 4-й степени (1907);
- Орден Святого Владимира 3-й степени (06.05.1912);
- Орден Святой Анны 1-й степени с мечами (10.01.1915);
- Орден Святого Станислава 1-й степени с мечами (10.01.1915);
- Георгиевское оружие (ВП 15.05.1916);
- Орден Святого Георгия 4-й степени (ВП 24.11.1916);
- Орден Михая Храброго 3-й степени (Румыния, 1917)[3].